# Joulia Strauss
Joulia Strauss (russisch Юлия Страусова / Joulia Straussowa; * 1974 in Leningrad) ist eine Bildhauerin, Medien- und Performancekünstlerin. Sie vereint Kunst, Wissenschaft, Technologie und Politik.

## Biografie
Joulia Strauss wurde in der Sowjetunion im Volk der Mari, einer der letzten indigenen Kulturen Europas mit einer schamanistischen Tradition, geboren. Strauss studierte in den Jahren 1993 bis 1995 an der Neuen Akademie der Schönen Künste in St. Petersburg bei Timur Novikow und schloss mit Diplom ab. An der Universität der Künste Berlin (1995–2000) trat sie in die Meisterklasse von Georg Baselitz ein und wurde mit dem Präsidentenpreis ausgezeichnet.
Als Studentin hat sie maßgeblich zu der künstlerischen Richtung des Neoakademismus beigetragen. In den Jahren von 2000 bis 2005 organisierte sie art science, einen privaten Ort zur Förderung der Zusammenkunft von Kunst und Wissenschaft (zahlreiche Vorträge und Ausstellungen, mit Alexander Wahrlich). Gleichzeitig war Strauss Dozentin an der German Film School bei Berlin und bis 2007 auch – gemeinsam mit Manuel Bonik – auf Reboot.fm und Twen.fm tätig. Von 2004 bis 2009: Atelierfest/Werkstattparty wechselnde Ausstellungen mit jungen, in Berlin tätigen Künstlern im Atelier, mit Martina Schumacher. Von 2009 bis 2013 veranstaltete sie zusammen mit Alexander Wahrlich und Sotirios Bahtsetzis „Spree-Athen“, Abende der Zusammenkunft von Protagonisten aus der Kunst, Philosophie, Medientheorie in Berlin und Athen. Im Jahr 2015 gründete sie „Avtonomi Akadimia“, eine selbstorganisierte autonome Akademie, die im öffentlichen Garten „Akadimia Platonos“ in Athen, wo Platon vor fast zweieinhalb Jahrtausenden gelehrt hat, stattfindet. Sie ist Herausgeberin des aktivistischen Magazins Krytyka Polityczna in Athen. In Zusammenarbeit mit Peter Weibel und Friedrich Kittler hat Joulia Strauss 2017 das Buch Götter und Schriften rund ums Mittelmeer im Wilhelm Fink Verlag, Paderborn, herausgegeben.
Joulia Strauss lebt und arbeitet in Berlin und Athen.

## Einzelausstellungen (Auswahl)
- 1997: Twelve Caesars of the Techno-Empire, E-Werk, Berlin
- 2000: Virtual Kingdom of Beauty, Pergamonmuseum, Berlin[8]
- 2003: Medienspiritismus. VideoKabinet, Guelman Gallery, Moskau
- 2010: Welcome to the Mediterranean Basin, Athen[9]
- 2011: Modulating Politics, Kunsthalle Palazzo, Schweiz[10]

## Teilnahme an Gruppenausstellungen (Auswahl)
- 1997: Kabinet – kunstenaarstijdschrift uit St. Petersburg, Stedelijk Museum, Amsterdam.[11]
- 1998: Rene Magritte and Contemporary Art, Provinciaal Museum voor Moderne Kunst, Oostende.[12]
- 2002: Die Griechische Klassik. Idee oder Wirklichkeit? Martin-Gropius-Bau, Berlin.[13]
- 2003: Berlin-Moskau, Moskau-Berlin, Martin-Gropius-Bau, Berlin.[14]
- 2005: Urbane Realitäten: Fokus Istanbul, Martin-Gropius-Bau, Berlin.[15]
- 2006: Next Level, Kunstverein Wolfsburg.[16]
- 2007: Saloon, Parallelprogramm zur 2. Moskau Biennale[17]
- 2009: Notation. Kalkül in den Künsten, ZKM | Zentrum für Kunst und Medientechnologie, Karlsruhe[18]
- 2009: Heaven, Athens Biennale 2[19]
- 2010: Aporien der Liebe, BQ Galerie, Berlin
- 2013: global aCtIVISm, ZKM | Zentrum für Kunst und Medientechnologie, Karlsruhe[20]
- 2017: documenta14, Athen, Kassel[21]
- 2020: Down to Earth, Martin-Gropius-Bau, Berlin[22]
- 2021: The Sun Machine is Coming Down, ICC Berlin[23]

## Performances und Vorträge (Auswahl)
- 1998: „Academism Today“, Oostende Museum of Modern Art und Art Kiosk Gallery, Brüssel; „International Symposium on Electronic Arts“, Liverpool; „Digital Evening“, „Ceterum Censeo“, Marstall, Berlin
- 2001: „Tirana Biennial 1“, National Gallery, Tirana; „Between Earth and Heaven“, Oostende Museum of Modern Art;
- 2003: „Live“, Forum Stadtpark, Graz

## Sonstige Projekte
- 2003: Man-Machine, Symposium in dem Museum der Träume Freuds, Sankt Petersburg, mit Peter Berz, Friedrich Kittler, Philipp von Hilgers und anderen. Russisch-Deutsches Buch-Kunstwerk „Man-Machine“, Philo Fime Arts, Skythien